# بی‌حیا (فیلم ۱۹۷۸)
بی‌حیا (انگلیسی: Besharam) فیلمی به کارگردانی دون ورما محصول سال ۱۹۷۸ است. از بازیگران این فیلم می‌توان به آمیتاب باچان، شارمیلا تاگور، امجد خان و دون ورما است.